# Propentofillina
La propentofillina è una xantina, derivata della pentossifillina, con effetti neuroprotettivi. 
La propentofillina consente di migliorare la perfusione ematica e gli scambi metabolici a livello della microcircolazione in particolare del cervello, del cuore e della muscolatura scheletrica.
È un inibitore della fosfodiesterasi e inibisce anche la ricaptazione dell'adenosina.

## Utilizzi
È attualmente indicata nella cura dei disturbi della circolazione sanguigna cerebrale e periferica nei cani. In particolare viene usata per combattere l'astenia, l'affaticamento, l'apatia, ma anche sindromi associate ad artrosi dorso-lombare o lombo-sacrale. Trova utilizzo nel combattere l'anoressia, dimagramento, inappetenza. Infine, può trovare indicazione nella cura di dermopatie di origine endotossica.
Se ne sta studiando un possibile utilizzo per la cura della malattia di Alzheimer e nella demenza vascolare.